# Jason Belmonte
Jason Belmonte, född 29 juli 1983 i Orange, New South Wales, är en australisk professionell bowlingspelare. Han spelar sedan 2008 på PBA-touren i USA där han sedan dess har vunnit 21 titlar. Jason Belmonte använder båda händerna när han släpper klotet, vilket kan skapa högre rotationshastighet och fart.